# Mercuès
Mercuès település Franciaországban, Lot megyében. Lakosainak száma 1125 fő (2022. január 1.). Mercuès Cahors, Caillac, Calamane, Douelle, Espère és Pradines községekkel határos.

## Népesség
A település népességének változása:
| Lakosok száma | 435  | 619  | 768  | 1056 | 1020 | 1055 | 1116 | 1140 | 1135 | 1125 |
|               | 1968 | 1982 | 1990 | 2006 | 2013 | 2015 | 2017 | 2019 | 2020 | 2022 |